# Salvatore Distefano
Salvatore Distefano (Belpasso, 29 settembre 1933 – Catania, 14 settembre 2023) è stato un politico italiano.
Dirigente di un'azienda elettromeccanica in provincia di Catania, è attivo nella Democrazia Cristiana sin dai primi anni della gioventù. Il  22 giugno del 1982 è stato eletto presidente della provincia di Catania, incarico che ha mantenuto fino al giugno del 1984.